# 橘瑞超
橘 瑞超（たちばな ずいちょう、1890年1月7日 - 1968年11月4日）は、日本の僧侶・探検家。愛知県名古屋市出身。
浄土真宗本願寺派22世大谷光瑞の弟子で、大谷探検隊の第2次・第3次西域探検に参加し、楼蘭・敦煌遺跡を調査した。

## 経歴
師の大谷光瑞から一字を受け、法名を瑞超と名乗る。18歳の時、光瑞が展開する中央アジア調査隊の一員として、第2次大谷探検隊に参加。1908年から1909年に至るこの探検では、野村栄三郎らとともに主に天山山脈北路の仏教遺跡を巡る。外モンゴル、グチェン、トルファンなどで発掘調査を実施した後、1909年に楼蘭の遺跡に史上4番目に足を踏み入れ、前涼の西域長吏・李柏による書稿の下書き（『李柏文書』）を発見。これによってロプ・ノールの移動の年代推測に貢献することとなった。
20歳の時、吉川小一郎とともに第3次大谷探検隊のメンバーに選ばれ、ロンドンを出発した後シベリア経由で中央アジアに向かう。一時音信不通となるも、1912年、チェルチェンを起点にクチャ・カシュガル・ケリヤ・コータンなどを巡るタクラマカン砂漠の横断旅行を、世界で初めて成功させる。コータンより崑崙山脈を越えてチベット高原に入ったが、従者の逃亡によってここでの発掘調査は断念し、東進して敦煌に至る。そこで莫高窟を守っていた王道士に接触し、かつてオーレル・スタインやポール・ペリオが買いもらした若干の古文書類を購入。これらは後に『敦煌文書』と呼ばれたもので、中央アジア仏教史の解明に資する幾許かの古写経類を含んでいた。吉川に後事を託した後、1912年に帰国。
帰国後は故郷の名古屋に戻り、ウイグル文字の研究に没頭しその解読を行った。著書に『中亜探検』がある。
1963年に紫綬褒章、1966年に勲三等瑞宝章を受章。1968年11月4日、急性心臓衰弱のため名古屋市の興善寺において死去。

## 文献新版
- 大谷探検隊『シルクロード探検』長沢和俊編、白水社、新版2004年ほか
- 橘瑞超『中亜探検』中公文庫、1989年

## フィクションでの描写
『キマイラ・吼』（夢枕獏著）に、大谷探検隊に参加していたという史実に基づいて、登場している。